# Gare d’Ygos
Gare d’Ygos – przystanek kolejowy w Ygos-Saint-Saturnin, w departamencie Landy, w regionie Nowa Akwitania, we Francji.
Został otwarty w 1857 przez Compagnie des chemins de fer du Midi et du Canal latéral à la Garonne. Jest przystankiem kolejowym Société nationale des chemins de fer français (SNCF), obsługiwanym przez pociągi TER Aquitaine.